# Cafè Müller

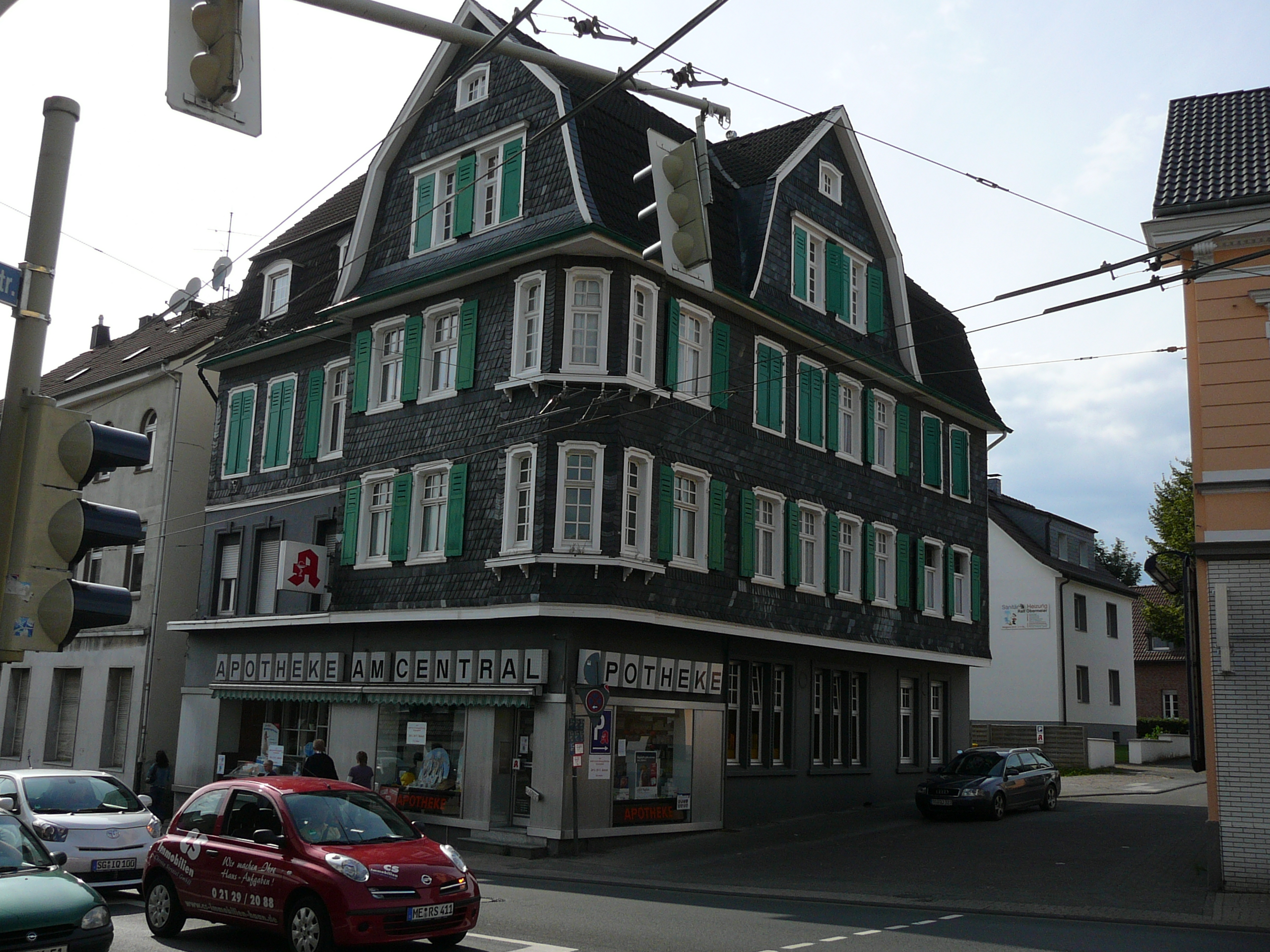
El cafè dels pares de Pina Bausch, al centre de Solingen, probablement inspirador de Cafè Müller

Cafè Müller, estrenada l'any 1978 al Teatre de Wuppertal, és una de les coreografies més rellevants de Pina Bausch, una de les més conegudes i de les fundadores del gènere de la dansa teatre.
La peça, d'uns quaranta-cinc minuts de durada i per a sis intèrprets, descriu un bar cafeteria decorat austerament amb cadires de fusta i taules de cafè, al qual entra una dona vestida de blanc seguida de dues altres dones, una de les quals és clarament invident. El mobiliari de l'escenari esdevé un obstacle que entorpeix l'avanç de les dones i dos homes apareixen de cop per a retirar-ne els entrebancs. Finalment, la invident i un dels homes es troben cara a cara, mentre que una altra dona intenta abraçar repetidament un dels homes, però cada cop cau en l'intent.
De petita, la Pina Bausch va passar moltes hores al cafè dels seus pares, al centre de Solingen. Ella ha explicat que el recorda molt vagament, però que els records li venen durant el seu treball creatiu, i que per a un nen un restaurant pot ser un lloc meravellós, ple de gent i de coses diferents que passen cada dia. També hi ha literatura que parla de Pina Bausch amagada durant hores sota les taules, observant sense entendre les pors i les ràbies dels adults, en la realitat quotidiana de la guerra. En Cafè Müller, tothom es creua però ningú sembla que arribi a connectar-ne amb cap altre.

## Pina Bausch com a intèrpret enCafé Müller
Rolf Borzic, parella de Pina Bausch als anys 70, era ballarí de la companyia i va ser l'escenògraf dels primers treballs en el Teatre de Wuppertal; fou corresponsable de l'estètica que crearien amb Pina Bausch, trencant els límits entre intèrprets i públic, espais que semblaven habitacions vistes per ulls d'infant, amb objectes reals que feien referència a la mitologia personal de Bausch i d'un món interior ric i misteriós. Va morir malalt de càncer l'any 1980, amb 35 anys. Borzic i Bausch van ballar junts en Cafè Müller, estrenada el 1978, i ella no va tornar a pujar a l'escenari com a intèrpret, excepte per a representar aquesta obra. En una entrevista, en què se li va preguntar directament que per què només balla aquesta peça, va respondre que era perquè "mai no trobava el moment".
Va fer-ne una excepció l'any 1995 amb la peça Danzón, en la qual balla un "solo".

## En la cultura popular

Cartell de la pel·lícula Pina

Cartell de la pel·lícula Hable con ella

Part de la seva coreografia apareix en el documental Pina, portat al cinema l'any 2011.
En una de les escenes més conegudes, en què dues dones vestides de blanc i amb els ulls tancats es mouen entre cadires amb els braços estesos, com somnàmbules, mentre un home de negre els les va apartant a mesura que passen perquè no xoquin, apareix en la pel·lícula Hable con ella (2002) de Pedro Almodóvar.
El 1982, Federico Fellini va donar a Pina Bausch el paper de Lherimia, una princesa cega, en la pel·lícula E la nave va.